# Floyd (Name)
Floyd ist ein männlicher Vorname und Familienname.

## Herkunft und Bedeutung
Der Name ist eine Variante von Lloyd, siehe dort für Etymologie und Namensträger.

## Namensträger

### Vorname
- Floyd Allport (1890–1978), US-amerikanischer Professor für Psychologie
- Floyd Ayité (* 1988), französisch-togoischer Fußballspieler
- Floyd Bean (1904–1974), US-amerikanischer Jazzpianist, Arrangeur und Komponist
- Floyd Bennett (1890–1928), US-amerikanischer Pilot
- Floyd Brown (1957–2022), jamaikanischer Sprinter
- Floyd Campbell (1901–1993), US-amerikanischer Jazzmusiker und Bandleader
- Floyd Cardoz (1960–2020), indisch-US-amerikanischer Koch und Multigastronom
- Floyd Casey (1900–1967), US-amerikanischer Jazzmusiker
- Floyd I. Clarke (* 1942), US-amerikanischer Regierungsbeamter
- Floyd Council (1911–1976), US-amerikanischer Blues-Gitarrist
- Floyd Cramer (1933–1997), US-amerikanischer Pianist
- Floyd Crawford (1928–2017), kanadischer Eishockeyspieler
- Floyd Crosby (1899–1985), US-amerikanischer Kameramann
- Floyd Curry (1925–2006), kanadischer Eishockeyspieler
- Floyd Davis (1909–1977), US-amerikanischer Autorennfahrer
- Floyd Dell (1887–1969), US-amerikanischer Schriftsteller und Journalist
- Floyd Dixon (1929–2006), US-amerikanischer R&B-Pianist und Sänger
- Floyd Favors (* 1963), US-amerikanischer Boxer
- Floyd Fithian (1928–2003), US-amerikanischer Politiker
- Floyd H. Flake (* 1945), US-amerikanischer Politiker
- Floyd Gibbons (1887–1939), amerikanischer Journalist und Hörfunkmoderator, Kriegsberichterstatter während des Ersten Weltkrieges
- Floyd Hicks (1915–1992), US-amerikanischer Politiker
- Floyd Huddleston (1918–1991), US-amerikanischer Songwriter, Drehbuchautor und Fernsehproduzent
- Floyd Ganassi (* 1958), US-amerikanischer Rennfahrer
- Floyd Gottfredson (1905–1986), US-amerikanischer Cartoonist, Zeichner und Texter
- Floyd Heard (* 1966), US-amerikanischer Sprinter
- Floyd K. Haskell (1916–1998), US-amerikanischer Politiker (Demokratische Partei)
- Floyd Johnson (1922–1981), US-amerikanischer Jazz-Saxophonist
- Floyd Kemske (* 1947), US-amerikanischer Autor
- Floyd Lagerkrantz (1915–1977), schwedischer Fußballspieler
- Floyd Landis (* 1975), US-amerikanischer Radrennfahrer
- Floyd LeFlore (1940–2014), US-amerikanischer Jazztrompeter und Komponist
- Floyd Little (1942–2021), US-amerikanischer American-Football-Spieler
- Floyd Lounsbury (1914–1998), US-amerikanischer Linguist, Maya-Forscher und Anthropologe
- Floyd MacFarland (1878–1915), US-amerikanischer Bahnradsportler
- Floyd Martin (1929–2023), kanadischer Eishockeyspieler und -trainer
- Floyd Mayweather Sr. (* 1952), US-amerikanischer Boxer und -trainer
- Floyd Mayweather Jr. (* 1977), US-amerikanischer Boxer
- Floyd McClung (1945–2021), US-amerikanischer evangelikaler Missionar, Pastor und Mitgründer des Missionswerks All Nations
- Floyd Alonzo McClure (1897–1970), US-amerikanischer Botaniker
- Floyd McDaniel (1915–1995), US-amerikanischer Musiker
- Floyd Morris (* 1969), jamaikanischer Politiker
- Floyd Newman (1931–2023), US-amerikanischer Saxophonist
- Floyd O’Brien (1904–1968), US-amerikanischer Jazz-Posaunist
- Floyd B. Olson (1891–1936), US-amerikanischer Politiker
- Floyd Lavinius Parks (1896–1959), General der United States Army
- Floyd Patterson (1935–2006), US-amerikanischer Boxweltmeister
- Floyd Ratliff (1919–1999), US-amerikanischer Psychologe, Biophysiker und Sinnesphysiologe
- Floyd Roland (* 1961), kanadischer Politiker und Mechaniker
- Floyd Schmoe (1895–2001), US-amerikanischer Pazifist und Autor
- Floyd Simmons (1923–2008), US-amerikanischer Leichtathlet
- Floyd Smith (1917–1982), US-amerikanischer Jazzgitarrist und Musikproduzent
- Floyd Spence (1928–2001), US-amerikanischer Politiker
- Floyd Standifer (1929–2007), US-amerikanischer Jazzmusiker
- Floyd Tillman (1914–2003), US-amerikanischer Country-Musiker und Songschreiber
- Floyd Rowe Watson (1872–1974), US-amerikanischer Akustiker
- Floyd Westerman (1936–2007), US-amerikanischer Sänger und Schauspieler
- Floyd Ziegler (* 1958), kanadischer Snookerspieler

### Familienname
- Babi Floyd (1953–2013), US-amerikanischer Sänger
- Carlisle Floyd (1926–2021), US-amerikanischer Komponist
- Charles Floyd (1782–1804), US-amerikanischer Entdeckungsreisender
- Charles A. Floyd (Charles Albert Floyd; 1791–1873), US-amerikanischer Politiker
- Charles Arthur Floyd (Pretty Boy Floyd; 1904–1934), US-amerikanischer Krimineller, siehe Pretty Boy Floyd
- Charles M. Floyd (1861–1923), US-amerikanischer Politiker
- Christiane Floyd (* 1943), österreichische Informatikerin
- David R. Floyd-Jones (1813–1871), US-amerikanischer Rechtsanwalt und Politiker (Demokratische Partei)
- Donna Floyd Fales (* 1940), US-amerikanische Tennisspielerin
- Eddie Floyd (* 1937), US-amerikanischer Soul- und Rhythm-and-Blues-Sänger
- Edwin E. Floyd (1924–1990), US-amerikanischer Mathematiker
- Franklin Delano Floyd (1943–2023), US-amerikanischer Mörder, Sexualstraftäter, Entführer und mutmaßlicher Serienmörder
- George Floyd (1973–2020), US-amerikanisches Opfer eines Polizeieinsatzes, siehe Tötung von George Floyd
- Jim Bob Floyd (* 1929), US-amerikanischer Konzertpianist, Komponist und Musikpädagoge
- John Floyd (Politiker, 1769) (1769–1839), US-amerikanischer Politiker (Georgia)
- John Floyd (1783–1837), US-amerikanischer Politiker
- John Buchanan Floyd (1806–1863), US-amerikanischer Politiker
- John C. Floyd (1858–1930), US-amerikanischer Politiker
- John G. Floyd (1806–1881), US-amerikanischer Politiker
- Jonathan Floyd (* 2001), norwegischer Sänger
- Keith Floyd (1943–2009), britischer Fernsehkoch, Produzent von Kochsendung sowie Autor von Kochbüchern
- King Floyd (1945–2006), US-amerikanischer Soulsänger und Songwriter
- Leonard Floyd (* 1992), US-amerikanischer American-Football-Spieler
- Lettice Floyd (1865–1934), englisch-britische Suffragette
- Michael Floyd (* 1989), US-amerikanischer American-Football-Spieler
- Mike Floyd (* 1976), britischer Hammerwerfer
- Raymond Floyd (* 1942), US-amerikanischer Golfspieler
- Robert Floyd (1936–2001), US-amerikanischer Informatiker
- Robert Allan Floyd (* 1968), US-amerikanischer Schauspieler
- Sleepy Floyd (Eric Floyd;* 1960), US-amerikanischer Basketballspieler
- Tim Floyd (* 1954), US-amerikanischer Basketballtrainer
- Troy Floyd (1901–1953), US-amerikanischer Musiker
- William Floyd (Politiker) (1734–1821), US-amerikanischer Farmer, Politiker und Unterzeichner der Unabhängigkeitserklärung der USA
- William Floyd (Footballspieler) (* 1972), US-amerikanischer American-Football-Spieler
- William Floyd (Mathematiker), US-amerikanischer Mathematiker